# Xanthophyllum venosum
Xanthophyllum venosum är en jungfrulinsväxtart som beskrevs av George King. Xanthophyllum venosum ingår i släktet Xanthophyllum och familjen jungfrulinsväxter. Inga underarter finns listade i Catalogue of Life.